# Vohančice
Vohančice är en ort i Tjeckien.   Den ligger i regionen Södra Mähren, i den östra delen av landet, 170 km sydost om huvudstaden Prag. Vohančice ligger 323 meter över havet och antalet invånare är 131.
Terrängen runt Vohančice är kuperad åt nordost, men åt sydväst är den platt. Runt Vohančice är det tätbefolkat, med 762 invånare per kvadratkilometer. Närmaste större samhälle är Blansko, 18,7 km öster om Vohančice. I omgivningarna runt Vohančice växer i huvudsak blandskog.